# Вајлерсвист
Вајлерсвист (њем. Weilerswist) општина је у њемачкој савезној држави Северна Рајна-Вестфалија. Једно је од 11 општинских средишта округа Ојскирхен. Према процјени из 2010. у општини је живјело 16.341 становника. Посједује регионалну шифру (AGS) 5366040, NUTS (DEA28) и LOCODE (DE WWI) код.

## Географски и демографски подаци
Вајлерсвист се налази у савезној држави Северна Рајна-Вестфалија у округу Ојскирхен. Општина се налази на надморској висини од 110–158 метара. Површина општине износи 57,2 km². У самом мјесту је, према процјени из 2010. године, живјело 16.341 становника. Просјечна густина становништва износи 286 становника/km².

## Међународна сарадња
| Мјесто  | Држава               | Врста сарадње | Од    |
| ------- | -------------------- | ------------- | ----- |
| Вајтнеш | Уједињено Краљевство | партнерство   | 1989. |
|         | Француска            | партнерство   | 1978. |
| Извор   |                      |               |       |